# Ypsilothuriidae
Famille
Les Ypsilothuriidae sont une famille d'holothuries (concombres de mer) de l'ordre  des Dendrochirotida.

## Description et caractéristiques

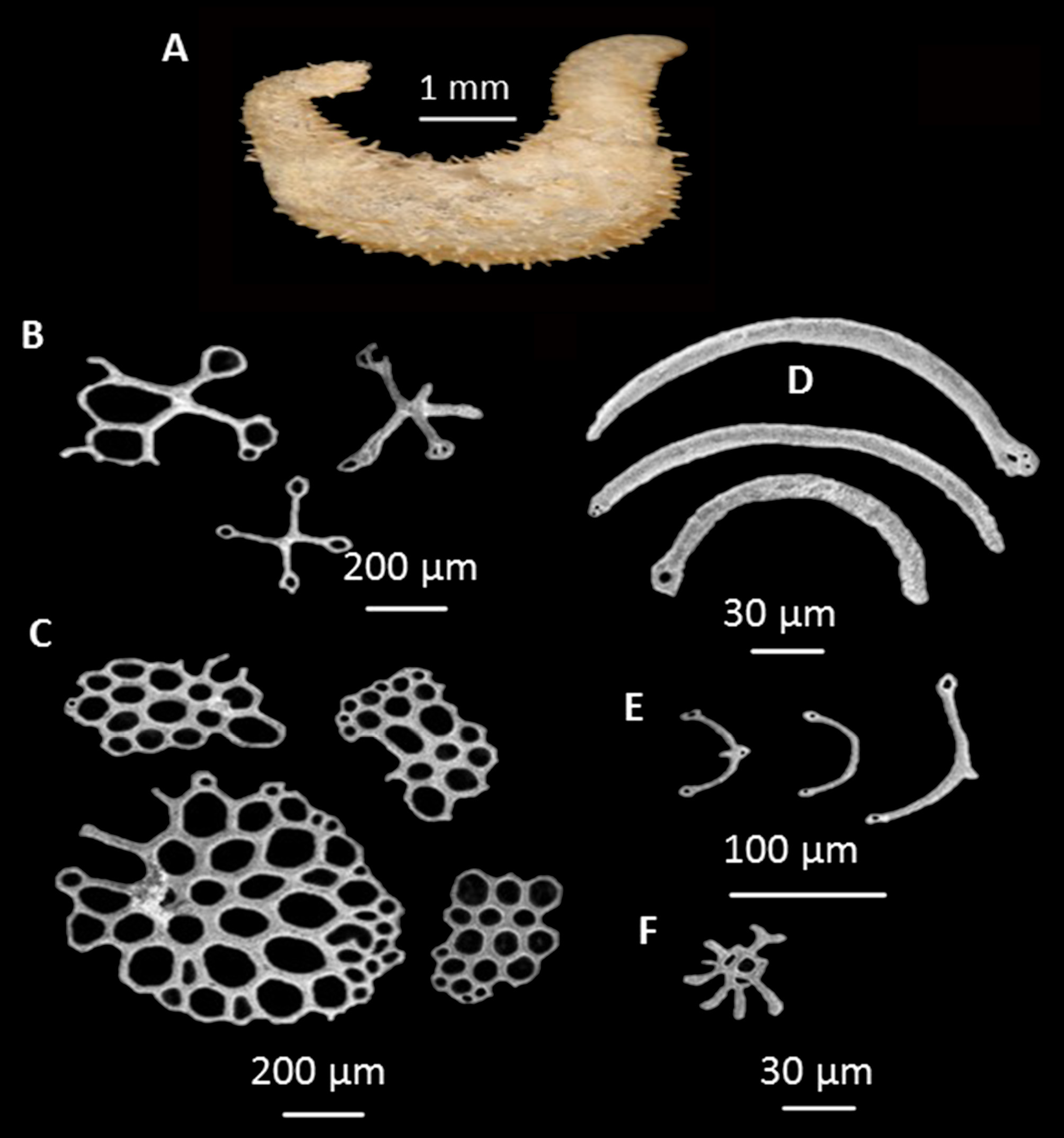
Echinocucumis hispida

Ce sont des holothuries très particulières, en forme d'outre arrondie, prolongées par deux extensions dorsales se terminant l'une par la bouche et l'autre par l'anus. Les tentacules buccaux sont digitiformes, et le corps constitué de plaques portant des spires. 

## Liste des genres
Selon World Register of Marine Species (4 juin 2024), cette famille compte dix espèces réparties en trois genres :
- genre Echinocucumis M. Sars, 1859
  - Echinocucumis ampla  O'Loughlin & Skarbnik-López in O'Loughlin et al., 2015
  - Echinocucumis globosa (Ohshima, 1915)
  - Echinocucumis hispida (Barrett, 1857)
  - Echinocucumis kirrilyae O'Loughlin, 2009
  - Echinocucumis multipodia Cherbonnier, 1965
  - Echinocucumis paratypica Ludwig & Heding, 1935
  - Echinocucumis sphaericum (Sluiter, 1901)
  - Echinocucumis tenera Cherbonnier, 1958
- genre Ypsilocucumis Panning, 1949
  - Ypsilocucumis asperrima (Théel, 1886)
  - Ypsilocucumis californiae Massin & Hendrickx, 2011
- genre Ypsilothuria Perrier E., 1886
  - Ypsilothuria bitentaculata (Ludwig, 1893)
  - Ypsilothuria talismani Perrier E., 1886

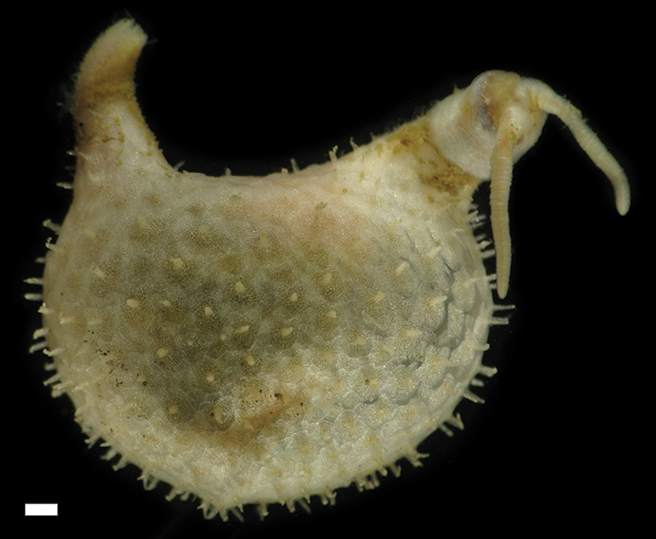
Ypsilothuria bitentaculata